# Comitas bolognai
Comitas bolognai is een slakkensoort uit de familie van de Pseudomelatomidae. De wetenschappelijke naam van de soort is voor het eerst geldig gepubliceerd in 2001 door Bozzetti.